# 圣本图阿巴迪
圣本图阿巴迪是巴西米纳斯吉拉斯州的一个市镇。总面积80平方公里，总人口4400人，人口密度55人/平方公里。